# Literatura belga
La literatura belga és el cos d'obres literàries escrites pels belgues en flamenc i en francès estàndard, que són les dues divisions principals de la literatura per llengua a Bèlgica. La literatura belga en flamenc sovint es tracta amb la literatura neerlandesa i la literatura belga en llengua francesa es sol tractar amb la literatura francesa. Una literatura menys coneguda de Bèlgica, la literatura valona, està escrita en dialectes locals d'origen francès i llatí que es parlen a Valònia.

## Literatura en francès

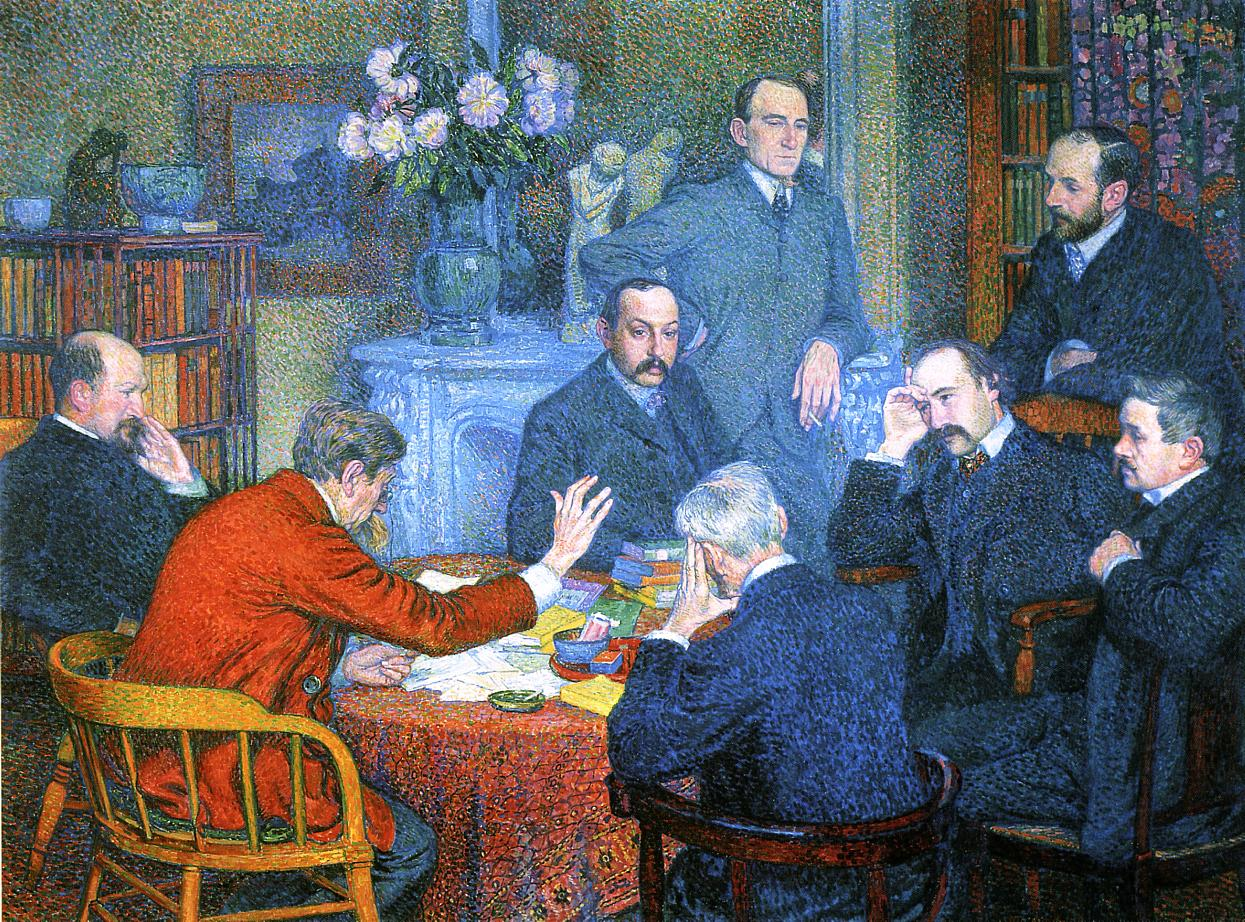
Theo van Rysselberghe: Una lectura d'Émile Verhaeren.

La Bèlgica actual es va convertir en francòfona en el segle XVI en els ambients aristocràtics i en les esferes del poder.
El poble sense educació va continuar utilitzant dialectes considerats regionals: el flamenc i el limburguès al nord, i el való i el picard al sud. El centre del país va ser sempre francòfon. Aquest fenomen d'afrancesament es va fer més notable durant el període francès que va finalitzar l'any 1815.
Anteriorment, s'havien realitzat alguns intents de revaloració del flamenc o neerlandès, com per exemple a l'obra escrita de David Joris. No obstant això, la repressió espanyola i la contrareforma tridentina van obstruir aquests intents (amb prohibicions com la de la lectura de la Bíblia). A més, la intel·lectualitat flamenca va fugir cap al nord durant els regnats de Carles V i Felip II. L'elit que es va quedar al país era majoritàriament francòfona.
La Bèlgica actual (en termes de límits fronterers) data de l'any 1830. És un estat francòfon establert amb l'oposició del règim orangista neerlandès. L'educació era doncs bàsicament francòfona, amb un interès gairebé jacobí d'afrancesar primer les classes superiors, després la classe mitjana i finalment les masses populars.
Va ser a partir de finals del segle xix quan la literatura belga va començar a desenvolupar-se amb noms com Georges Rodenbach, Émile Verhaeren o Maurice Maeterlinck. En el segle XX destaquen autors com Paul Nougé, Thomas Owen, Jean Ray, Michel de Ghelderode, Camille Lemonnier, Conrad Detrez, el creador de l'extensa sèrie sobre el Comissari Maigret Georges Simenon, Marguerite Yourcenar (autora de les Memòries d'Adrià), la prolífica Amélie Nothomb, Françoise Mallet-Joris, Henri Michaux o S. A. Steeman.
Al segle XXI destaquen joves autors com Océane Inthisack.
A més, Bèlgica és el país de grans dibuixants de còmics com Hergé, Jijé o Franquin els qui han col·laborat de forma destacada en la difusió de la cultura del país.

### Etapes
Hi ha diverses fases en la literatura belga en francès (seguint la periodificació de Jean-Marie Klinkenberg).
- Durant la primera fase, que s'inicia amb la creació de Bèlgica el 1830 i dura fins a la fi de la Primera Guerra Mundial, la majoria dels escriptors no dubten a demostrar el sentiment de ser belgues, mitjançant l'estil, els temes o el llenguatge utilitzat. Es tracta d'un sentiment de pertànyer a una Bèlgica amb les pròpies característiques que la fan diferent d'altres països. Per això, fan servir expressions pròpies del francès emprat al país o dels dialectes populars. A més, els personatges són belgues i l'acció transcorre a diferents llocs del mateix país.
- Durant la segona fase, que s'inicia a principis del segle xx, els autors prefereixen adoptar una actitud més francesa, seguint les recomanacions de l'Acadèmia i explicant històries que ocorren en altres països que no són la mateixa Bèlgica. En resum, es considera que durant aquesta fase la literatura belga en francès no és res més que una literatura francesa a Bèlgica.
- La tercera fase es caracteritza per la reacció a la segona fase. L'any 1980 l'escriptor Jacques Sojcher va publicar un número especial de la revista de la Universitat Lliure de Brussel·les sota el títol La Belgique malgré tout en un intent d'il·lustrar el concepte de belgitut. Michel Biron[4] escriure que aquesta noció fa referència més a una reivindicació de caràcter literari que no pas d'identitat. S'explica per la gran proximitat de París, que torna a Bèlgica gairebé supèrflua, i per la imposició d'un discurs que confereix a la belgitut una connotació de vegades ridícula, de vegades excessivament política”.
- La quarta fase constitueix una forta reacció a la belgitut amb el Manifiest per la cultura valona del qual Michel Biron[5] va escriure: «El manifest való i  La Belgique malgré tout semblen antitètics tant per la forma com pel contingut. Al seixanta-vuit el "jo" de la recopilació de Sojcher s'oposa al "nosaltres" del manifest; amb el terme "enlloc", els escriptors bruselencs s'oposen a la idea d'"un sol i mateix territori", el de Valònia; l'apoliticisme de Bèlgica, malgrat tot, s'oposa clarament a una pretensió política...»

Es pot dir que, actualment, aquestes tendències diferencien, en un sentit o en un altre, un escriptor belga francòfon d'un való.

## Literatura en neerlandès

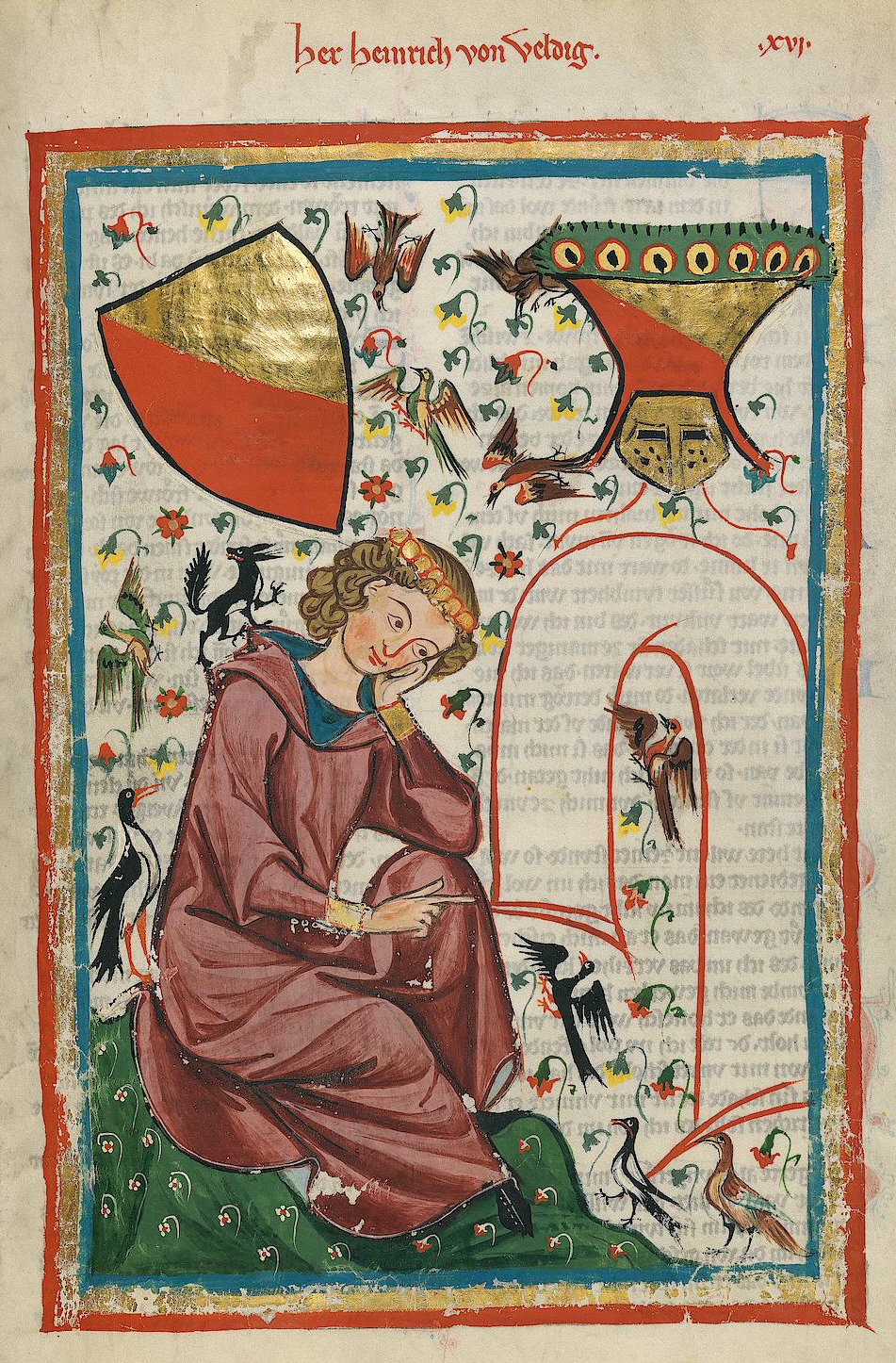
Hendrik van Veldeke al Codex Manesse, segle XIV

Cal assenyalar que a Bèlgica sol utilitzar-se el terme flamenc per referir-se al neerlandès.
Hi ha molt poca literatura en flamenc; no hi ha cap obra escrita anterior al segle XVI (les obres de David Joris). La classe alta alfabetitzada s'expressava en francès mentre que el clergat ho feia en llatí. Durant molt de temps, l'educació a Bèlgica s'ha basat en el francès. Mentre que a l'escola primària si s'impartia educació en flamenc, els graus superiors només es podien estudiar en francès. Per això, la literatura belga en neerlandès és menys abundant que la francòfona.
Aquesta situació de diglòssia va començar a canviar amb el nacionalisme a què va donar lloc la revolució romàntica. El seu primer artífex va ser Jan-Frans Willems (1793-1846), que va publicar el 1818 una Carta als belgues exigint l'equiparació del neerlandès al francès com a llengua oficial; va començar a publicar a més el 1819 una Història de la literatura neerlandesa a Bèlgica i va editar alguns textos clàssics d'aquesta. Però el seu principal exponent artístic va ser el novel·lista Hendrik Conscience (1812-1883), la novel·la històrica del qual El lleó de Flandes (1838) va revitalitzar per complet la llengua i la literatura neerlandesa a Bèlgica. Amb els seus vuitanta títols més, el panorama havia canviat certament. El van seguir Antoon Bergmann (1835-1874), autor de Ernests Staes, advocat, una novel·la sobre la pintoresca vida estudiantil a Gant. Les germanes Rosalía (1834-1875) i Virginia Loveling (1836-1923) van publicar poemes i novel·les curtes i, després de la prematura mort de la primera, va prosseguir la segona la seva carrera literària en solitari, en què va tenir molts lectors dins de l'estètica del realisme vuitcentista, i els seus poemes desborden autenticitat. Van escriure poesia Johan Alfried de Laet (1815-1891), amic íntim de Conscience i el primer a animar-lo a escriure en neerlandès; Prudens van Druyse (1804-1859), Karel Ledegank (1805-1847) i Johan Dautzenberg (1808-1869) entre d'altres, però especialment el sacerdot Guido Gezelle (1830-1899), partidari de fer servir la llengua més autòctona enfront dels models dels Països Baixos i que canta franciscanament l'amistat, la fe i la solitud; la seva obra mestra i més intraduïble és potser el poema "Quan l'ànima escolta". Es van tornar clàssics els seus llibres Guirnalda del temps (1893) i Collar de rimes (1897). Posteriorment, destaca l'escriptor del naturalisme Cyriel Buysse (1859-1932), entre molts altres, i en temps més moderns cal esmentar escriptors flamencs en llengua francesa com Maurice Maeterlinck (Premi Nobel de Literatura de l'any 1911), Emile Verhaeren o Marie Gevers. No obstant això, n'hi ha alguns que sí que van conservar la seva llengua materna per escriure les seves obres com Félix Timmermans o Marnix Gijsen. Altres van passar d'una llengua a una altra. Entre ells es troba Jean Ray, qui signava amb aquest nom les seves obres escrites en francès mentre que utilitzava el pseudònim John Flanders per a les seves obres escrites en neerlandès.

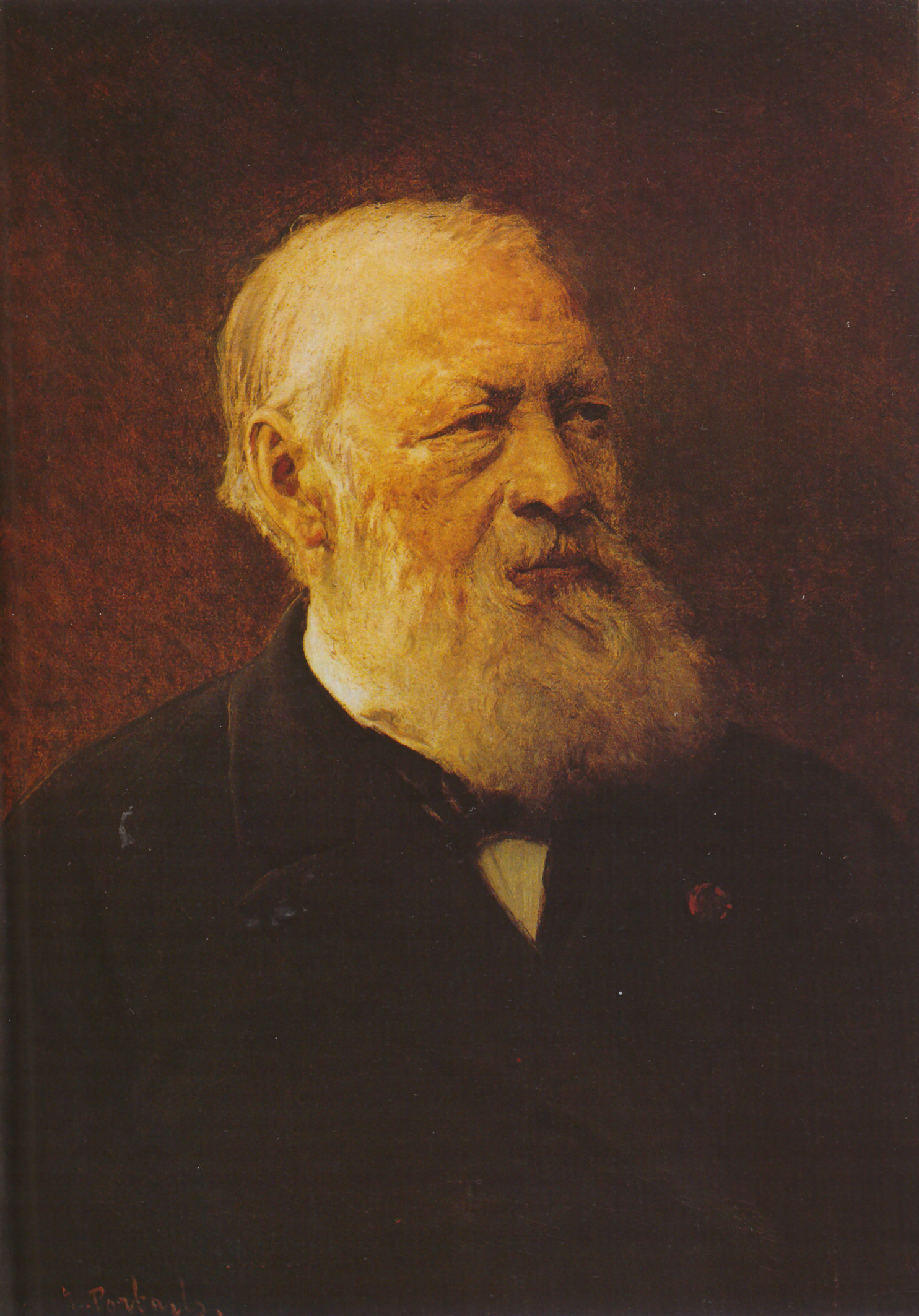
Hendrik Conscience

Els escriptors en flamenc són especialment coneguts als Països Baixos, però les obres d'alguns han estat traduïdes també a altres idiomes, incloent-hi l'espanyol. Destaquen Hugo Claus (autor de La tristesa de Bèlgica), Louis Paul Boon, Kristien Hemmerechts, Tom Lanoye, Jef Geeraerts, Dimitri Verhulst, Anne Provoost i Geert van Istendael.

## Literatura en való

### Inicis
Les primeres mostres literàries a territori való són en llatí, de caràcter hagiogràfic o de monjos erudits. La Vita Sanctae Gertrudis, fundadora del monestir d'Andenne, data del 670 i fou composta a Lieja. La Vitae Landiberti, primer bisbe de Lieja, fou composta entre el 727 i 743. El monjo irlandès Sedulius (s. IX), poeta oficial dels bisbes Hartgar (840-855) i Francó (855-901), compongué un Liber de rectoribus christianis. Més tard aparegueren Sequence de Sainte Eulalie i un text fràncic del Rithmus Teutonicus de piae memoriae Hludovico rege filio Hludvici aeque regis. En el segle xi destacaria el mestre d'escola Egbert, autor d'una Fecunda Ratis, compilació de 596 màximes, 206 dístics i 61 contes, entre ells, el conegut Petit chaperon rouge. I en el segle xii, un Poème moral.
Durant els segles XII i XII destacaren els cronistes valons en francès Jean de Froissart, Geoffroi de Fontaines, Jean Lemaire de Belges i el joglar Adenet li Rois. Quan al teatre, destacaren el text Jean du Garçon et de l'Aveugle (1277) aparegut a Tournai; el Mystère de la Passion amb refundicions del mateix text del 1450 al 1456, apareguda a Namur; la Vie et Ystoire de Madame sainte Waudru (1433) a Mons; el Mystère de la Nativité copiat per la monja Catherine Bourlet el 1478-1484. Del segle xvi destacaren la companyia de teatre namuresa Enffans du prince d'Amour i Le livre de conduite du Réggiseur et le Compte des dépenses pour le Mystère de la Passion joué à Mons.
Abans del 1600 hi ha alguns texts en francès amb trets dialectals valons. El recurs al dialecte és un fenomen anterior al Renaixement, període on decauen els scriptae regionals francesos en profit d'una llengua central unificadora, alhora que els fa decaure socialment, cosa que també provocà el seu distanciament estilístic. Les primeres mostres de literatura dialectal en való foren en el segle xiv Li ver del Juïse i Li dialoge Gregoire lo Pape i en el segle xv la Chronique de Floreffe. També es conserven de la mateixa època nadales bilingües, pasquins, diàlegs d'afers del temps, queixes de mal casats, cançons de dansa i sermons divertits, de caràcter oral i satíric.

### Segles XVI-XIX
Del segle xvi es conserven algunes queixes sobre el matrimoni, dos cramignons picarescs; el primer drama en való, però, data del 1623, Moralité, oda emfàtica en honor d'un nou doctor en teologia. D'aquesta època dataren altres mostres com el primer text literari en való modern, el virulent i anticalvinista Sonnet lidjwès (1622), així com els nombrosos poemes populars del 1631-1636 de caràcter satíric i diàlegs de pagesos liegesos on es critiquen les misèries de la guerra. Endemés, el 1635 aparegué l’Almanach de Liège, publicació literària en való dirigida per Mathieu Laensberg. En total, uns 400 texts, gairebé tots anònims.
Del segle xviii n'hi ha uns 50 de l'època revolucionària, tots en metre octosil·làbic, tant en cançons com en els pasquèyes, llargues peces en vers mig somrients, mig burlescs, fetes en fulls volants no impresos, cantats o recitats. També hi ha tímids assaigs de fer teatre en való: cap al 1757 es compongueren quatre obres de teatre de saló en való il·lustrat, entre elles Li voyadge de Tchaud-Fontaine, obra del canonge aristocràtic Simon de Harlez (1716-1781), de caràcter òpero-còmic i que pinta tipus pintorescs sense cap lirisme. Endemés aparegueren grups sota l'apel·lació genèrica de Tèyate lïdwès, les adaptacions per Jean-Joseph Hanson (1739-179?) de La Henriade travestie de Fougeret de Monbron i dels Lusiades de Camoëns (de 3750 versos octosíl·labs cadascun).
La literatura del segle XVII-XVIII es remetia a la poesia d'acció i curcumstància, però que és reeixida en l'esperit satíric: el 1684 un pamflet polític sobre els problemes de la democràcia liegesa; un joiós elogi al revés de la Font de Pline a Tongres, sorgida de la inspiració del jurista Lambert de Ryckman, conseller del bisbe, del 1700; o la invectiva venjativa posada en la boca d'un brivall, del carmelita p. Marian de Saint Antoine. En general, es tracta d'obres militants que es posen en boca del poble, i que trobaran una societat que renova la tradició dialectal per la culta, conscient i organitzada de la parla dels avantpassats. Així, el 1787 el liegès Cambrezier va compondre el primer Dictionnaire wallon-français.
Després d'un silenci del 1800 al 1830, un cop s'independitzà Bèlgica, aparegueren autors en való a totes les ciutats. Nicolas Bosret (1799-1870) de Namur, autor de li Bea Bouket (1851) i Cåbaret des Mintes (1834). A Lieja, fins i tot, sorgí el grup més important, format per Charles du Vivier, Henri Forir (1784-1862), autor d'un Dictionnaire liégeois-français (1820) i de poemes com Li ctapé manaedje (1836) i So les bassès scoles do vî tins, François Bailleux (1817-1866), Charles Werotte (1795-1870) amb la cançó C'est l'cafè (1854), i Charles Nicolas Simonon (1774-1847).Mentrestant, a Mons, Henri Delmotte hi publicaria el 1834 Scènes populaires montoises que encoratjarien l'abat Charles Letellier (1807-1870) a publicar el 1842 un Essai de littérature montoise, alhora que el 1846 fundava l’Armonaque de Mons, un dels primers almanacs dialectals, que aparegué del 1846 al 1894.
Cap als anys 1840-1850 es produí un triomf definitiu de l'elegia valona, amb les obres de Nicolas Defrecheux (1825-1875) Leyîz-m’plorer (Deixa’m plorar, 1854) i L'avez’u véyou passer (1856), seguides per les del liegès Edouard Remouchamps (1836-1900), autor de la peça teatral Tatî l’periquî (Gautier el perruquer, 1885) i pel brabançó Michel Renard (1829-1904) amb les novel·les folklòriques Les aventures de Djan d’Nivèles, el fil de s'père (1857) i Argayon, èl djeyant d’Nivèles (1893).
Aquestes obres van fer popular Defrecheux, i el van encoratjar, amb un grup d'amics, a crear el 1856 la Sociéte Liègeoise de Littératura Wallonne, que el 1903 canviaria el nom pel de Sociéte de Littérature Wallonne, formada pel mateix Defrecheux i Pinsard, Barillé, Dieudonné Salme (autor del conte Li Houlot), Donnay, Delarge, Loiseau i Lagauche, i que publicaria un Bulletin amb estudis sobre obres de teatre i sobre el dialecte. Aquesta societat facilitaria la publicació de les obres no sols de Defrecheux i Remouchamps, sinó també d'autors de teatre no tan coneguts com a Leopold Godenne (1851-1909), director de la revista dialectal Li Marmite amb un tiratge de 15.000 exemplars, Jean Bury (1867-1918) amb La Wallonne (1892) i la revista dialectal L'Airdiè (1892-1894), els germans August i Clément Déom (1868-1956), autor de 30 peces de teatre; Henri Hurard (1876-1943) autor de les peces de teatre Ruv’nou! (1902) i Lu tetche qui ruspite (1907), Thomas Berwette (1927), Nicolas Trockart (1880-1949), Maurice Carême (1899-1978) i altres.
D'aquesta manera, del 1850 al 1914 el regionalisme literari conegué una edat d'or, proliferaren societats d'autors valons a escala local, com Le Caveau Liègeois, fundada el 1872, i Lès Rèlîs Narmurwès, fundada el 1909, amb revistes i anuaris i que intentaren unir-se en federacions. Endemés de la comèdia, la poesia oferí també una riquesa i una varietat de texts insospitada, amb les obres de l'abat Michel Renard i les seves poesies pseudoclàssiques, els sonets de George Willome i les obres de Henri Simon, que n'elevà la qualitat de la llengua. El lirisme, inaugurat amb Defrecheux, rebé suport de la cançó, i la sàtira, dels cabarets valons, sosbretot a Liège i Tournai. Una mostra en fou la revista dialectal Li Spirou, fundada el 1888 i on col·laborarien altres autors com Georges Willome (1862-1917) autor dels poemes Sonnets (1917) i del teatre poètic de gran qualitat El rouse dè Sint Ernèle (1890), i André Delchef (1835-1902) autor de la comèdia Li galant dèl sièrvante (1858).

### Segle XX
Durant el període d'entreguerres la poesia i el teatre valons es consolidaren amb obres romàntiques de diversos autors. Josep Vrindts (1855-1940) a Lieja, el picard Henri Raveline (Valentin van Hasselt, 1852-1938), Jean Le Jeune (1875-1945) autor de comèdies impressionistesi els estudis lingüístics Vocabulaire wallon du chaudronnier en fer et acier (1901) i Toponymie de la commune d'Ayaneux (1902); el considerat millor autor való, Henri Simon (1856-1939) autor dels poemes Li mwert di l’âbe (La mort de l'arbre, 1909) i Li pan dè bon Diu (1914), i de les comèdies Janète (1913) i Li neûre poye (1893); Henri Brogart i el parnassianista Marcel Launay (1890-1944), el prolífic Joseph Mignolet (1893-1973), Georges Ista (1874-1939), René Barmarin (1884-1944), Paul Moreau (1887-1939). Tanmateix, en la prosa narrativa, a final del segle xix els resultats en való eren molt modestos, malgrat els esforços de François Renkin (1872-1906), Arthur Xhignesse (1873-1941), i sobretot Henri Raveline, gran descriptor del Borinage natal.
Durant els anys trenta i la segona guerra mundial, es renovaren les fonts d'inspiració del moviment, amb Gabriel Bernard, que canta la misèria del pays noir i Franz Dewandelaer (1909-1952), així com Willy Bal (1916), autor dels estudis lingüístics Lexique du parler de Jamioulx (1949) i Emile Gilliard (1928), Jean de Lathuy (1906-1980), Gabriel Bernard (1893-1963) i Auguste Laloux (1908-1976). D'altres autors foren L. Maret (1893-?), B. Charles (1901-?), Jean Guillaume (1918-2001), Lucien Mahy (mort el 1965), Henri Pétrez (1886-1967), F. Roland i F. Masset.

### En espanyol
- Benit, André, Literatura belga I : Romanticismo y Realismo (1830-1880), Liceus, Servicios de Gestión y Comunicación, S.L, Madrid, 2004, ISBN 978-84-96447-49-3
- Benit, André, Literatura belga II : Naturalismo y Simbolismo (1880-1920), Liceus, Servicios de Gestión y Comunicación, S.L, Madrid, 2004, ISBN 978-84-96447-50-9
- Renouprez, Martine, Introducción a la literatura belga en lengua francesa : una aproximación sociológica, Universidad de Cádiz. Servicio de Publicaciones, Cádiz. 2006, ISBN 978-84-9828-046-3

### En francès
- G.Charlier et Joseph Hanse, Histoire illustrée des lettres françaises de Belgique, La Renaissance du livre, Bruxelles, 1958.
- Maurice Piron L'Anthologie de la littérature wallonne, Mardaga, Liège 1979
- Frickx (Robert), Trousson (Raymond) et al. Lettres françaises de Belgique. Dictionnaire des œuvres, I, Le roman, II, La poésie, III, Le théâtre. L’essai et IV, 1981-1990 (Paris-Gembloux : Duculot, 1988, 1988, 1989 et 1994).
- J.-P. Bertrand, M. Biron, B. Denis, R. Grutman (dirs), Histoire de la littérature belge. 1830-2000, Paris, Fayard, 2003.
- Benoît Denis et Jean-Marie Klinkenberg, La littérature belge. Précis d'histoire sociale, Bruxelles, Labor, coll. Espace Nord, "Référence", 2005.
- Bibliographie des écrivains français de Belgique, 5 vol. (jusque O), Bruxelles, Palais des Académies, 1958-1988.
- Christian Berg et Pierre Halen (dir.), Littératures belges de langue française. Histoire et perspectives (1830-2000), Bruxelles, Le Cri, « Histoire », 2000
- Jean Demougin Grand dictionnaire des létres (1983) Larousse París
- J. J. Luthi; A. VIATTE; J. ZANARINI Dictionnaire génerale de la francophonie (1986) Letouray et Ané ed. Paris
- Sebastián Prampolini Historia Universal de la literatura (1948) UTEHA, Buenos Aires
- Articles Wallonie i Belgique a Enciclopaedia Universalis.
- Article Wallonie a Enciclopédie Larousse.